# Rudolf Friedrich Ludloff (Ökonom)
Johann Rudolf Friedrich Ludloff (* 16. November 1800 in Coburg; † 26. August 1839 ebenda) war ein deutscher Ökonom, Rittergutverwalter und -besitzer.

## Leben
Rudolf Friedrich Ludloff war ein Bruder von Julius Christian Louis Ludloff und Friedrich Carl Ludloff.
Von 1810 bis 1813 war er an der Bildungsanstalt Gehren bei Rektor Johann Heinrich Andreas Precht (1759–1823) und kehrte anschließend in sein Elternhaus zur Unterstützung seines kranken Vaters bei der Gutsverwaltung des Kammerguts Garsitz zurück. Im 15. Lebensjahr ging er zwei Jahre in das Gymnasium Rudolstadt. Dort wurde er von Bernhard Adolf Abeken, Ludwig Friedrich Hesse, Rudolf Hercher und Johann Heinrich Voß unterrichtet. Voß soll beim Austritt von Ludloff aus dem Gymnasium dessen Leistung explizit herausgehoben haben.
Für drei Jahre ließ sich Ludloff am ökonomischen Institut zu Tiefurt bei Professor Karl Christian Gottlieb Sturm zum „allgemein anerkannten“ Ökonomen ausbilden. In dieser Zeit entwickelte sich die lebenslange Freundschaft zu Friedrich Gottlob Schulze. Über diese Freundschaft – eigentlich sollte Schulze die Stelle antreten, dieser konnte sich aber nicht dazu erwärmen – wurde er vom Emmanuel von Mensdorff-Pouilly mit der Verwaltung des Rittergutes Holzkirchen bei Würzburg betraut, die er 3 Jahre bis 1823 übernahm. Er erhielt als 19-Jähriger bereits 300 Gulden (510 Mark) Gehalt.
Von 1823 an wurde er von Prinz Leopold, dem späteren ersten König von Belgien, als „belgischer Beamter/Verwalter“ in Dienst genommen, dem er bis zum Lebensende treu blieb und zeitlebens als Verwalter der Renten und ökonomischen Angelegenheiten des Prinzen fungierte. Ca. sechs Jahre verwaltete Ludloff für Prinz Leopold die Domäne Niederfüllbach bei Coburg, die der Prinz 1820 gekauft hatte. Ludloff oblag neben der landwirtschaftlichen Verwaltung auch die Zahlung der Gehälter und Renten. Er baute das Gut aus und übernahm es 1829 als Pächter. 1834 kaufte er für 8000 Gulden das Rittergut Billmuthausen.
In der Zeit der Verwaltung der Domäne Niederfüllbach wurde Ludloff von Ferdinand Georg August von Sachsen-Coburg-Saalfeld-Koháry gefragt, ob er die Oberaufsicht aller Güter in Österreich und Ungarn übernehmen könnte. Ludloff lehnte aus Dankbarkeit und Verbundenheit zu Prinz Leopold ab.
1834 wurde er zum herzöglich-sächsisch-coburgischen Landkammerrat zu Coburg ernannt.
Er war verheiratet und hatte vier Kinder., darunter Hermann Ludloff.
Rudolf Friedrich Ludloff half 1839 bei der Rettung der Bewohner beim zweiten Brand von Neustadt bei Coburg. Von dieser Anstrengung erholte er sich nicht mehr und starb geschwächt an einer Erkältung. Vorher spendete er einen Betrag für die „durch den Brand verunglückten Einwohner zu Neustadt“.

## Landwirtschaftliche Erfindungen
- Veränderungen am Brennapparat von Pistorius[8][9]
- Erfindung einer Wiesenbewässerungsanlage[10][11]
- Erfindung eines Kartoffelmessers

## Gutsverwaltungsaufgaben
- für  Emmanuel von Mensdorff-Pouilly: Rittergut Holzkirchen, Würzburg
- für Prinz Leopold: Domäne Niederfüllbach, Coburg
- für August von Sachsen-Coburg-Saalfeld-Kohary: sämtliche Güter in Österreich und Ungarn (abgelehnt)
- Rittergut Billmuthausen